# David DeLuise
David DeLuise (Burbank, 11 november 1971) is een Amerikaans acteur. Hij is de zoon van Dom DeLuise en de broer van Peter DeLuise. Zijn eerste hoofdrol was in BachelorMan uit 2003.
Hij speelt de rol van Jerry Russo in de televisieserie Wizards of Waverly Place. Verder had hij een hoofdrol in de pilotaflevering van The Sperm Donor, een gastrol in Home Improvement en een terugkerende bijrol in Stargate SG-1, die deels is geregisseerd door zijn broer Peter.

## Filmografie
- Home Improvement (1991) 1 aflevering
- Saved by the Bell: The College Years (1993) 1 aflevering
- Lois & Clark: The New Adventures of Superman (1993) 1 aflevering - Toaster (niet in aftiteling)
- Blossom (1994) (tv-aflevering: A Little Help From My Friends)
- SeaQuest DSV (1994) (tv-aflevering: Vapors) 1 aflevering
- Ellen (1995) 1 aflevering
- 3rd Rock from the Sun (1997) (tv-serie)
- CSI: Crime Scene Investigation (2001) 1 aflevering
- Grounded for Life (2001)
- Buying The Cow (2002)
- Art Of Revenge (2003)
- Gilmore Girls 1 aflevering (2004)
- Megas XLR (2004-2005) animatieserie - stem van Harold "Coop" Cooplowski
- Monk (2006) 1 aflevering, seizoen 5
- Stargate SG-1 (2005)
- Bones (2007) 1 aflevering in seizoen 3 - The Santa in the Slush
- Without a Trace (2007) 1 aflevering
- Wizards of Waverly Place (2007-2011) - Jerry Russo is de  vader van Alex, Justin en Max Russo
- Mostly Ghostly: Who Let the Ghosts Out? (2008)
- A Christmas Proposal (2008) - Andy
- Wizards of Waverly Place: The Movie (2009) - Jerry Russo is de vader van Alex, Justin en Max Russo
- RoboDoc (2009) - Dr. Bonacasa
- Vampires suck (2010) - Visser Scully